# Jag vill ha en brud med stora pattar
Jag vill ha en brud med stora pattar är en låt av artisten Eddie Meduza. Låten släpptes som singel år 1983.
Bortsett från singelsläppet av "Jag vill ha en brud med stora pattar" finns den bara med på samlingsalbum, som till exempel En jävla massa hits. Låten släpptes också som bonusspår på CD-utgåvan av Eddies sjätte studioalbum West a Fool Away.